# Пахира водная
Пахира водная (лат. Pachira aquatica) — растение семейства Мальвовые (Malvaceae), вид рода Пахира, произрастающее во влажных районах Центральной и Южной Америки. По-иному её ещё называют «ореховым деревом».

## Биологическое описание
Вечнозелёное дерево высотой до 18 метров с характерными ходульными корнями. Листья кожистые пальчато-сложные тёмно-зелёного цвета с ланцетовидными листочками. Цветки белые или желтоватые, собраны в крупные (длиной до 35 см) метельчатые соцветия. Плод — одревесневающая вытянуто-округлая ягода оливкового цвета длиной до 10—25 см, содержащая внутри округлые семена. Плод содержит много йода, по вкусу напоминает грецкий орех.

## Использование
Семена употребляются в пищу в сыром и жареном виде. В странах умеренного климата Пахира водная культивируется в качестве комнатного декоративного растения.